# Bordentown
Bordentown är en stad i Burlington County i delstaten New Jersey. Vid 2020 års folkräkning hade Bordentown 3 993 invånare.

## Kända personer från Bordentown
- Robert Duncan, ärkebiskop
- Richard Watson Gilder, författare